# Ајтерфелд
Ајтерфелд (њем. Eiterfeld) општина је у њемачкој савезној држави Хесен. Једно је од 23 општинска средишта округа Фулда. Према процјени из 2010. у општини је живјело 7.513 становника. Посједује регионалну шифру (AGS) 6631007.

## Географски и демографски подаци
Ајтерфелд се налази у савезној држави Хесен у округу Фулда. Општина се налази на надморској висини од 349 метара. Површина општине износи 89,8 km². У самом мјесту је, према процјени из 2010. године, живјело 7.513 становника. Просјечна густина становништва износи 84 становника/km².